# NGC 3160
NGC 3160 је спирална галаксија у сазвежђу Мали лав која се налази на NGC листи објеката дубоког неба.
Деклинација објекта је + 38° 50' 34" а ректасцензија 10h 13m 55,2s. Привидна величина (магнитуда) објекта NGC 3160 износи 14,3 а фотографска магнитуда 15,2. NGC 3160 је још познат и под ознакама UGC 5513, MCG 7-21-23, CGCG 211-24, PGC 29830.